# Vertolaia
Vertolaye és un municipi francès situat al departament del Puèi Domat i a la regió d'Alvèrnia-Roine-Alps. L'any 2007 tenia 600 habitants.

## Demografia

### Població
El 2007 la població de fet de Vertolaye era de 600 persones. Hi havia 272 famílies de les quals 112 eren unipersonals (60 homes vivint sols i 52 dones vivint soles), 76 parelles sense fills, 68 parelles amb fills i 16 famílies monoparentals amb fills.
La població ha evolucionat segons el següent gràfic:
Habitants censats

### Habitatges
El 2007 hi havia 385 habitatges, 285 eren l'habitatge principal de la família, 58 eren segones residències i 42 estaven desocupats. 319 eren cases i 64 eren apartaments. Dels 285 habitatges principals, 197 estaven ocupats pels seus propietaris, 83 estaven llogats i ocupats pels llogaters i 4 estaven cedits a títol gratuït; 5 tenien una cambra, 17 en tenien dues, 42 en tenien tres, 94 en tenien quatre i 126 en tenien cinc o més. 232 habitatges disposaven pel capbaix d'una plaça de pàrquing. A 130 habitatges hi havia un automòbil i a 123 n'hi havia dos o més.

### Piràmide de població
La piràmide de població per edats i sexe el 2009 era:
| Homes | Edats   | Dones |
| ----- | ------- | ----- |
| 0     | 95 o +  | 0     |
| 8     | 90 a 94 | 4     |
| 0     | 85 a 89 | 12    |
| 0     | 80 a 84 | 0     |
| 16    | 75 a 79 | 12    |
| 28    | 70 a 74 | 28    |
| 4     | 65 a 69 | 16    |
| 8     | 60 a 64 | 24    |
| 12    | 55 a 59 | 16    |
| 16    | 50 a 54 | 16    |
| 24    | 45 a 49 | 28    |
| 36    | 40 a 44 | 24    |
| 20    | 35 a 39 | 24    |
| 12    | 30 a 34 | 12    |
| 20    | 25 a 29 | 16    |
| 12    | 20 a 24 | 16    |
| 20    | 15 a 19 | 28    |
| 12    | 10 a 14 | 20    |
| 20    | 5 a 9   | 8     |
| 8     | 0 a 4   | 4     |

## Economia
El 2007 la població en edat de treballar era de 376 persones, 292 eren actives i 84 eren inactives. De les 292 persones actives 272 estaven ocupades (143 homes i 129 dones) i 20 estaven aturades (9 homes i 11 dones). De les 84 persones inactives 45 estaven jubilades, 20 estaven estudiant i 19 estaven classificades com a «altres inactius».

### Ingressos
El 2009 a Vertolaye hi havia 254 unitats fiscals que integraven 532 persones, la mediana anual d'ingressos fiscals per persona era de 18.646 €.

### Activitats econòmiques
Dels 51 establiments que hi havia el 2007, 4 eren d'empreses extractives, 1 d'una empresa alimentària, 5 d'empreses de fabricació d'altres productes industrials, 4 d'empreses de construcció, 10 d'empreses de comerç i reparació d'automòbils, 5 d'empreses de transport, 6 d'empreses d'hostatgeria i restauració, 5 d'empreses immobiliàries, 4 d'empreses de serveis, 3 d'entitats de l'administració pública i 4 d'empreses classificades com a «altres activitats de serveis».
Dels 15 establiments de servei als particulars que hi havia el 2009, 1 era una oficina de correu, 3 tallers de reparació d'automòbils i de material agrícola, 1 guixaire pintor, 3 electricistes, 3 perruqueries, 2 restaurants i 2 agències immobiliàries.
Dels 4 establiments comercials que hi havia el 2009, 2 eren botiges de menys de 120 m², 1 una fleca i 1 una carnisseria.
L'any 2000 a Vertolaye hi havia 4 explotacions agrícoles.

## Equipaments sanitaris i escolars
L'únic equipament sanitari que hi havia el 2009 era una farmàcia.
El 2009 hi havia 1 escola maternal i 1 escola elemental.

## Poblacions més properes
El següent diagrama mostra les poblacions més properes.